# Mariesjö

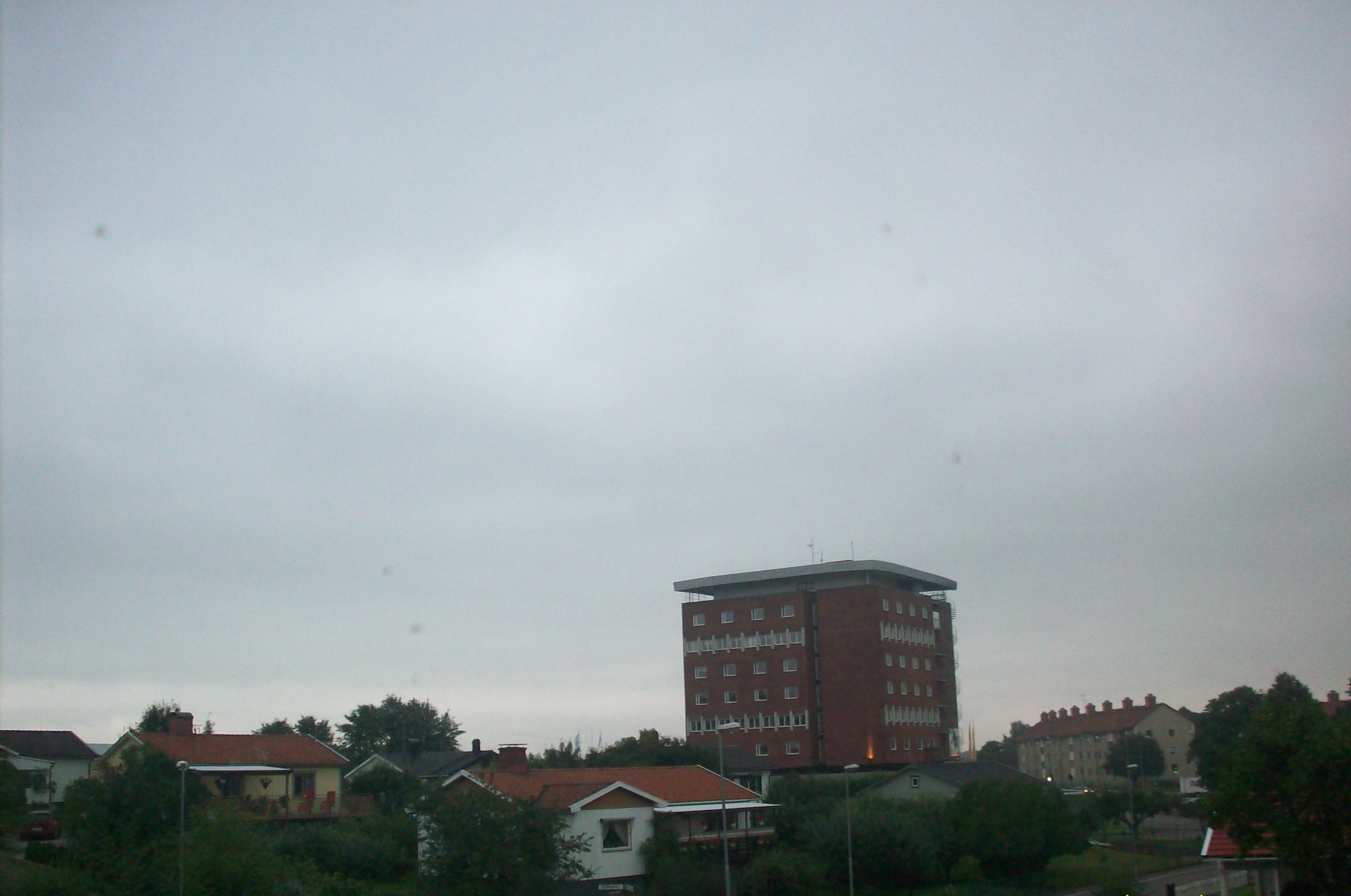
Mariesjö sett från Prästgatan

Mariesjö är en stadsdel i närheten av centrala Skövde. 
Mariesjö består delvis av villor och delvis av industriområde. I området ligger bl.a. Friskis och Svettis, Preem, Science Park Skövde och Beijer Byggmaterial.
Den 28 september 2020 godkände kommunfullmäktige ett planprogram som avser att omvandla området från att till stor del bestå av småindustri och verksamheter till kvarter för kontor, utbildning, försäljning och service.
I den västra delen av området ligger Portalen som tillhör Högskolan och Science Park Skövde.
Angränsande stadsdelar är Östermalm, Trängen och Hasslum.